# 卒 (朝鮮將棋)
卒（韓文稱為）是朝鮮將棋的棋子之一。
卒，為綠方最低級的棋子（相對地紅方同級棋子為兵，韩文병），有五枚，走法為向前、向左或向右走一步；當在「九宮」內可沿著九宮格斜線走，但均不可作任何有關向後的步法。而「卒一平二」也是朝鮮將棋常見的開局走法。
卒的起始位置為綠方底線數起第四行之第一、三、五、七、九排。